# Francesco Sani
Francesco Sani (ur. 16 lipca 2002 w Greenbrae) – amerykańsko-włoski siatkarz, grający na pozycji atakującego i przyjmującego. 
Jego ojciec ma na imię Stefano a mama Amy. Jego o 3 lata młodszy brat Sebastiano, również jest siatkarzem. Wychował się w mieście Bethesda w stanie Maryland. Gra w siatkówkę od 6 klasy podstawowej. Jego matka uprawiała zawodowo w siatkówkę. Grała we Francji przez cztery lata po otrzymaniu stypendium sportowego na Duke University. W 2023 roku został powołany do szerokiego składu reprezentacji Stanów Zjednoczonych do Ligi Narodów 2023.
Jego pierwszą macierzystą federacją była włoska. 27 marca 2014 roku został zarejestrowany w federacji włoskiej, gdyż w sezonie 2013/2014 grał w młodzieżowej drużynie Trentino Volley. 13 maja 2024 roku zadebiutował w kadrze narodowej Włoch w meczu towarzyskim z reprezentacją Turcji.

## Sukcesy klubowe
Big West Conference:
- 2023[14]
- 2022

## Sukcesy reprezentacyjne
Reprezentacja Stanów Zjednoczonych
Puchar Panamerykański:
- 2021[15], 2022[16]

Reprezentacja Włoch
Letnia Uniwersjada:
- 2025[17]

Liga Narodów:
- 2025[18]